# 昭島駅

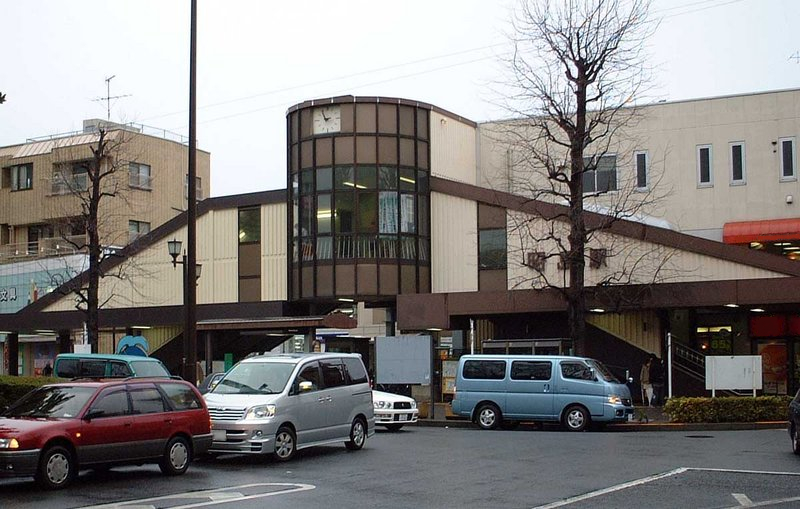
南口（2005年1月）

昭島駅（あきしまえき）は、東京都昭島市昭和町二丁目にある、東日本旅客鉄道（JR東日本）青梅線の駅である。駅番号はJC 54。八王子支社管轄。
昭島市の中心駅で、元々は昭和飛行機工業の従業員のために設置された駅である。開設にあたって、同社が駅舎用地を提供し建設費を一部負担した。モリタウンなどの駅北東一帯や「昭和の森」は同社の関連会社が所有し不動産賃貸を行っている。

## 歴史
- 1938年（昭和13年）
  - 1月25日：青梅電気鉄道の昭和前仮停留場として開業[2]。旅客・貨物取り扱いを開始[2]。
  - 12月25日：駅に昇格[1][2]。昭和前駅開業[1][2]。
- 1944年（昭和19年）4月1日：青梅電気鉄道が戦時買収私鉄指定により国有化[2]。運輸通信省青梅線の駅となる。
- 1954年（昭和29年）5月1日 - 北多摩郡昭和町と拝島村が合併し市制施行、昭島市が発足。
- 1959年（昭和34年）10月1日：昭島駅に改称[2]。
- 1971年（昭和46年）
  - 1月1日：貨物取り扱いを廃止[2]。
  - 2月1日：荷物扱い廃止[2]。
  - 3月：駅舎を改築。
- 1987年（昭和62年）4月1日：国鉄分割民営化により、東日本旅客鉄道（JR東日本）の駅となる[2]。
- 1993年（平成5年）10月8日：自動改札機を設置し、供用開始[3]。
- 2001年（平成13年）11月18日：交通系ICカード「Suica」の利用が可能となる[広報 1]。
- 2016年（平成28年）3月8日：みどりの窓口の営業を終了。
- 2022年（令和4年）3月22日：ブース型シェアオフィス「STATION BOOTH」が開設[4]。

## 駅構造
島式ホーム1面2線を有する地上駅で、橋上駅舎を有している。かつての貨物営業の名残りとして側線の一部が残されているが、大半は店舗や駐輪場、緑地に変わっている。ホームの有効長は、2階建てグリーン車2両連結した12両編成運転対応のため、12両編成分ある。
バリアフリー対応施設として、出入口と改札外コンコース、改札内コンコースとホームの間にエスカレーターとエレベーターが設置されている他、多機能トイレも設置されている。
JR東日本ステーションサービスが業務を行なっている業務委託駅である。駅舎内には指定席券売機・自動改札機が設置されている。

### のりば
| 番線 | 路線             | 方向 | 行先                         | 備考                                                 |
| ---- | ---------------- | ---- | ---------------------------- | ---------------------------------------------------- |
| 1    | 青梅線・五日市線 | 下り | 青梅・奥多摩・武蔵五日市方面 | 拝島駅から 五日市線へ直通 （武蔵五日市方面行の列車） |
| 2    | 青梅線・中央線   | 上り | 立川・新宿・東京方面         | 立川駅から 中央線へ直通 （東京方面行の列車）         |

（出典：JR東日本:駅構内図）

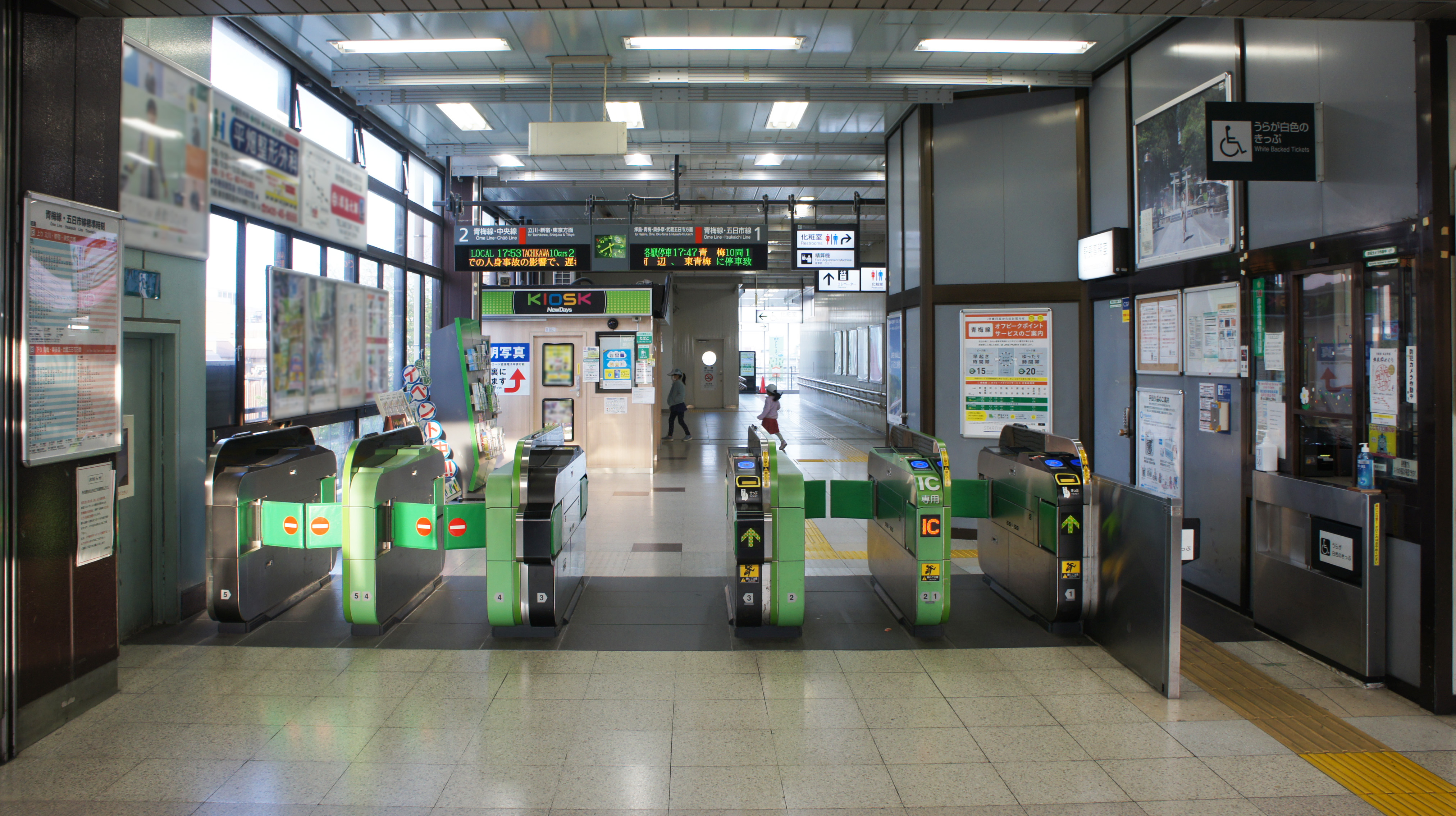
改札口（2021年4月）
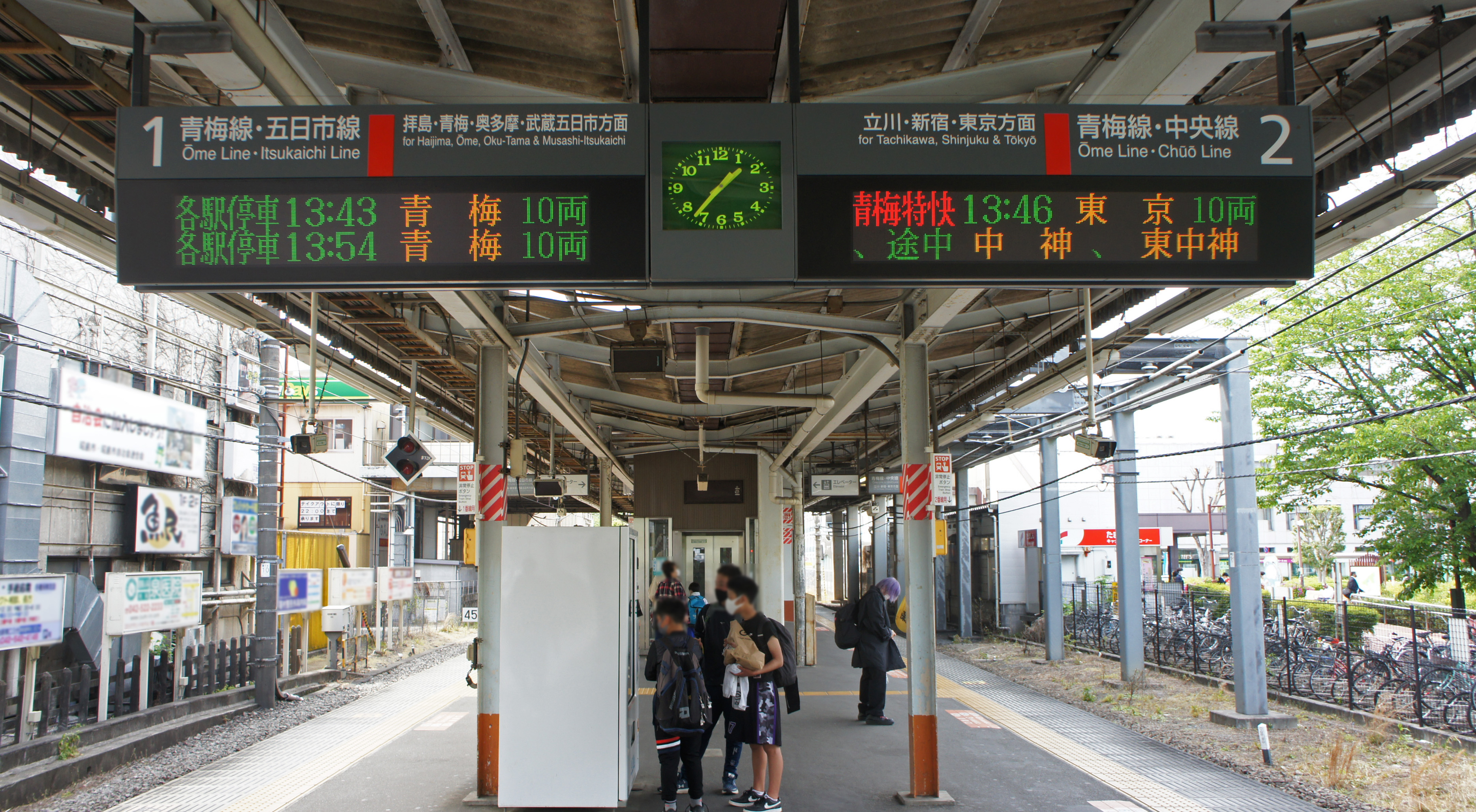
ホーム（2021年4月）

## 利用状況
2023年度（令和5年度）の1日平均乗車人員は22,635人である。
1990年度（平成2年度）以降の1日平均乗車人員の推移は下表の通り。
| 年度               | 1日平均 乗車人員 | 出典     |
| ------------------ | ---------------- | -------- |
| 1990年（平成02年） | 18,450           | [ * 1 ]  |
| 1991年（平成03年） | 19,855           | [ * 2 ]  |
| 1992年（平成04年） | 20,373           | [ * 3 ]  |
| 1993年（平成05年） | 20,967           | [ * 4 ]  |
| 1994年（平成06年） | 21,359           | [ * 5 ]  |
| 1995年（平成07年） | 21,552           | [ * 6 ]  |
| 1996年（平成08年） | 21,962           | [ * 7 ]  |
| 1997年（平成09年） | 22,081           | [ * 8 ]  |
| 1998年（平成10年） | 22,126           | [ * 9 ]  |
| 1999年（平成11年） | 22,123           | [ * 10 ] |
| 2000年（平成12年） | 22,474           | [ * 11 ] |
| 2001年（平成13年） | 22,845           | [ * 12 ] |
| 2002年（平成14年） | 23,357           | [ * 13 ] |
| 2003年（平成15年） | 23,878           | [ * 14 ] |
| 2004年（平成16年） | 23,637           | [ * 15 ] |
| 2005年（平成17年） | 24,170           | [ * 16 ] |
| 2006年（平成18年） | 25,847           | [ * 17 ] |
| 2007年（平成19年） | 26,409           | [ * 18 ] |
| 2008年（平成20年） | 26,224           | [ * 19 ] |
| 2009年（平成21年） | 25,963           | [ * 20 ] |
| 2010年（平成22年） | 25,921           | [ * 21 ] |
| 2011年（平成23年） | 25,526           | [ * 22 ] |
| 2012年（平成24年） | 26,004           | [ * 23 ] |
| 2013年（平成25年） | 26,389           | [ * 24 ] |
| 2014年（平成26年） | 25,970           | [ * 25 ] |
| 2015年（平成27年） | 26,403           | [ * 26 ] |
| 2016年（平成28年） | 26,318           | [ * 27 ] |
| 2017年（平成29年） | 26,311           | [ * 28 ] |
| 2018年（平成30年） | 26,258           | [ * 29 ] |
| 2019年（令和元年） | 26,016           | [ * 30 ] |
| 2020年（令和02年） | 19,571           |          |
| 2021年（令和03年） | 20,252           |          |
| 2022年（令和04年） | 21,707           |          |
| 2023年（令和05年） | 22,635           |          |

## 駅周辺

### 北口
- 昭和飛行機工業

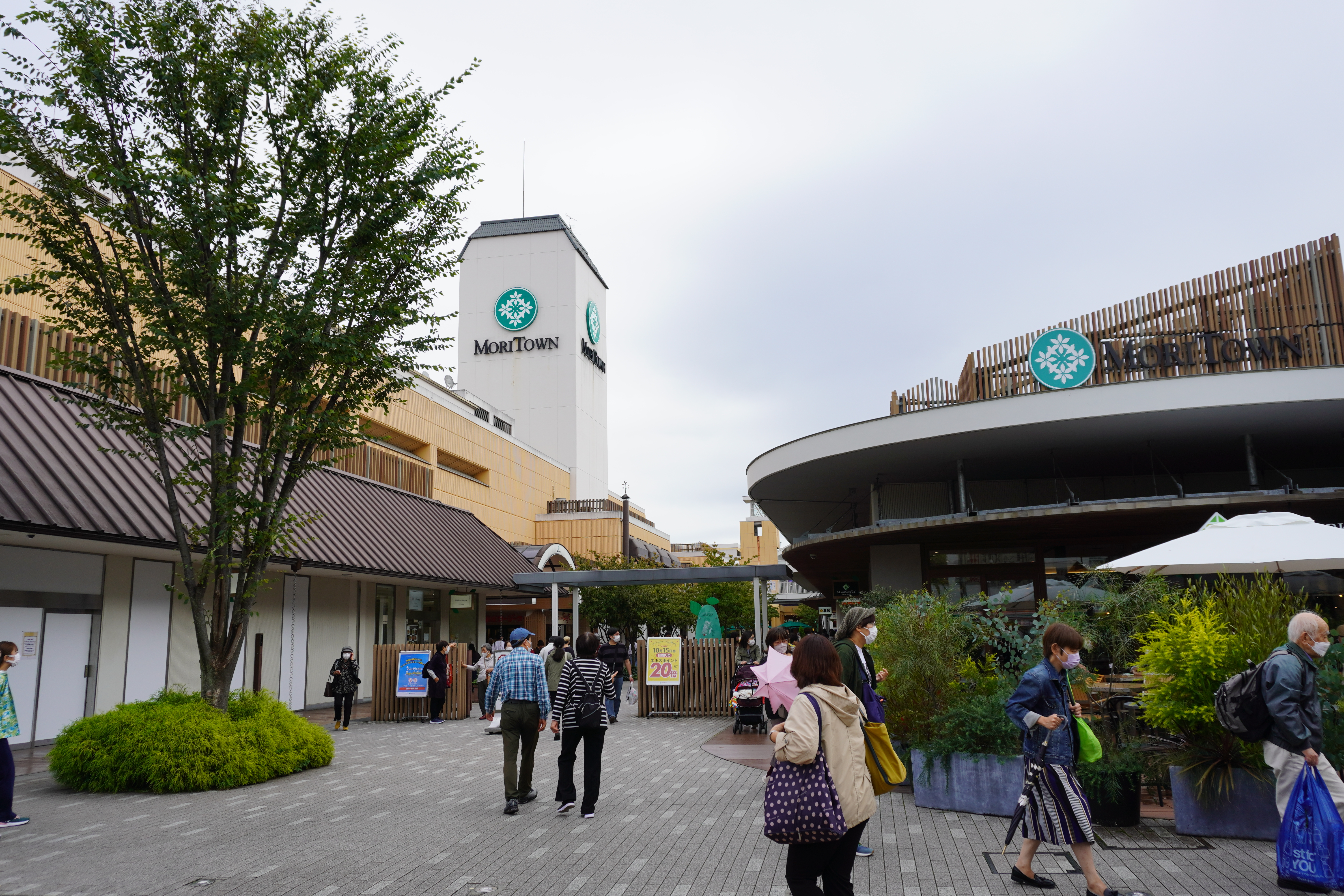
モリタウン（2022年10月）

- モリタウン（イトーヨーカドー昭島店、トイザらス昭島店、MOVIX昭島併設）
- ハーレーダビッドソン昭和の森
- モリパーク テニスガーデン
- モリパーク アウトドアヴィレッジ - アウトドアに特化した複合商業施設
- フォレスト・イン昭和館（ホテルオークラ系列）
- 昭島ステーションホテル 東京（旧・ホテルS＆Sモリタウン）
- 三井住友銀行昭島支店
- 栗田工業昭島グラウンド
- ケーズデンキ昭島店
- カインズ昭島店
- 昭島駅前郵便局
- FOSTERホール（昭島市民会館）
- 昭島市公民館
- 児童センターぱれっと
- 昭島市立瑞雲中学校
- 昭島市立つつじが丘小学校
- 旧昭島市民図書館つつじが丘分室 (0系新幹線電車図書館、図書館としての利用は終了)
- 西武拝島線西武立川駅（北へ約1.5 km）

### 南口
- 警視庁昭島警察署
- 東京消防庁昭島消防署
- 昭島郵便局
- 昭島市保健福祉センター「あいぽっく」
- 昭島市立光華小学校
- 東京西徳洲会病院
- 太陽こども病院
- 日枝神社
- 龍田寺
- りそな銀行昭島支店
- 東和銀行昭島支店
- 青梅信用金庫昭島支店
- 多摩信用金庫昭島駅前支店
- 東横イン昭島駅南口

## バス路線

### 昭島駅北口
1番乗り場
- 昭22：IHI（エステート立川・春名塚経由）
- 昭22-2：IHI（立川七中経由）
- 昭26：春名塚（エステート立川経由）
- 羽田空港行き空港連絡バス

2番乗り場
- 昭23：イオンモールむさし村山
- 昭23-2：イオンモールむさし村山（西武立川駅南口経由）
- 昭24：箱根ヶ崎駅東口
- くるりんバス

### 昭島駅南口
1番乗り場
- 昭30：田中町団地（昭島市役所経由）
- 昭31：田中町団地循環（昭島市役所経由）
- 昭32：拝島駅（昭島市役所・田中町団地経由）
- Aバス東ルート：昭島駅南口（松原高齢者センター経由）
- Aバス西ルート：昭島駅南口（拝島駅経由）
- Aバス西ルート：昭島駅南口（拝島駅・昭島市役所経由）

2番乗り場
- 昭15：西砂川循環（西武立川駅南口経由）
- 昭17：西砂川（西武立川駅南口経由）
- 昭18：西武立川駅南口
- 中02：中神駅北口（西武立川駅南口経由）
- 立81：立川駅北口
- Aバス東ルート：昭島団地・東中神駅方面
- Aバス西ルート：昭島駅南口（保健福祉センター経由）
- Aバス北ルート：中神駅北口

## 隣の駅
東日本旅客鉄道（JR東日本）
 青梅線
■特別快速「ホリデー快速おくたま」（土休日のみ）
通過
■通勤特快（平日上りのみ）・■青梅特快・■通勤快速（平日下りのみ）・■快速・■各駅停車（以上はいずれも青梅線内は各駅に停車）
中神駅 (JC 53) - 昭島駅 (JC 54) - 拝島駅 (JC 55)

### 記事本文

##### 広報資料・プレスリリースなど一次資料
1. ↑  “Suicaご利用可能エリアマップ（2001年11月18日当初）” (PDF).   東日本旅客鉄道. 2019年7月27日時点のオリジナルよりアーカイブ。2020年4月27日閲覧。

### 利用状況
1. ↑  東京都統計年鑑 - 東京都
2. ↑  統計あきしま - 昭島市

JR東日本の2000年度以降の乗車人員
1. ↑  各駅の乗車人員（2000年度） - JR東日本
2. ↑  各駅の乗車人員（2001年度） - JR東日本
3. ↑  各駅の乗車人員（2002年度） - JR東日本
4. ↑  各駅の乗車人員（2003年度） - JR東日本
5. ↑  各駅の乗車人員（2004年度） - JR東日本
6. ↑  各駅の乗車人員（2005年度） - JR東日本
7. ↑  各駅の乗車人員（2006年度） - JR東日本
8. ↑  各駅の乗車人員（2007年度） - JR東日本
9. ↑  各駅の乗車人員（2008年度） - JR東日本
10. ↑  各駅の乗車人員（2009年度） - JR東日本
11. ↑  各駅の乗車人員（2010年度） - JR東日本
12. ↑  各駅の乗車人員（2011年度） - JR東日本
13. ↑  各駅の乗車人員（2012年度） - JR東日本
14. ↑  各駅の乗車人員（2013年度） - JR東日本
15. ↑  各駅の乗車人員（2014年度） - JR東日本
16. ↑  各駅の乗車人員（2015年度） - JR東日本
17. ↑  各駅の乗車人員（2016年度） - JR東日本
18. ↑  各駅の乗車人員（2017年度） - JR東日本
19. ↑  各駅の乗車人員（2018年度） - JR東日本
20. ↑  各駅の乗車人員（2019年度） - JR東日本
21. ↑  各駅の乗車人員（2020年度） - JR東日本
22. ↑  各駅の乗車人員（2021年度） - JR東日本
23. ↑  各駅の乗車人員（2022年度） - JR東日本
24. ↑  各駅の乗車人員（2023年度） - JR東日本

東京都統計年鑑
1. ↑  東京都統計年鑑（平成2年）
2. ↑  東京都統計年鑑（平成3年）
3. ↑  東京都統計年鑑（平成4年）
4. ↑  東京都統計年鑑（平成5年）
5. ↑  東京都統計年鑑（平成6年）
6. ↑  東京都統計年鑑（平成7年）
7. ↑  東京都統計年鑑（平成8年）
8. ↑  東京都統計年鑑（平成9年）
9. ↑  東京都統計年鑑（平成10年） (PDF)
10. ↑  東京都統計年鑑（平成11年） (PDF)
11. ↑  東京都統計年鑑（平成12年）
12. ↑  東京都統計年鑑（平成13年）
13. ↑  東京都統計年鑑（平成14年）
14. ↑  東京都統計年鑑（平成15年）
15. ↑  東京都統計年鑑（平成16年）
16. ↑  東京都統計年鑑（平成17年）
17. ↑  東京都統計年鑑（平成18年）
18. ↑  東京都統計年鑑（平成19年）
19. ↑  東京都統計年鑑（平成20年）
20. ↑  東京都統計年鑑（平成21年）
21. ↑  東京都統計年鑑（平成22年）
22. ↑  東京都統計年鑑（平成23年）
23. ↑  東京都統計年鑑（平成24年）
24. ↑  東京都統計年鑑（平成25年）
25. ↑  東京都統計年鑑（平成26年）
26. ↑  東京都統計年鑑（平成27年）
27. ↑  東京都統計年鑑（平成28年）
28. ↑  東京都統計年鑑（平成29年）
29. ↑  東京都統計年鑑（平成30年）
30. ↑  東京都統計年鑑（平成31年・令和元年）